# Lephephe
Lephephe è un villaggio del Botswana situato nel distretto di Kweneng, sottodistretto di Kweneng East. Il villaggio, secondo il censimento del 2011, conta 696 abitanti.

## Località
Nel territorio del villaggio sono presenti le seguenti 25 località:
- Botubeng di 6 abitanti,
- Dinoge,
- Disingwane di 7 abitanti,
- Dithope's Ranch Camp di 17 abitanti,
- Gamogwasi/Gumadu di 1 abitante,
- Gamotsele di 13 abitanti,
- Lenato di 2 abitanti,
- Lerutobolo/Mampu di 43 abitanti,
- Makabanyane/Dikgokong di 19 abitanti,
- Maowane di 11 abitanti,
- Masole/Seribe/ Xabong 2,
- Matlapeng di 17 abitanti,
- Metsiapula di 33 abitanti,
- Metsimahibidu di 1 abitante,
- Mogale di 26 abitanti,
- Mogotlhowalenong di 15 abitanti,
- Mololwane,
- Motlabaki di 108 abitanti,
- Mphemphe/Naoleababa di 2 abitanti,
- Phuduhudu/Magolela di 13 abitanti,
- Poloko di 16 abitanti,
- Ramaselwana/Makhubung di 20 abitanti,
- Rametsana di 29 abitanti,
- Rotolamatlho/Pegamatlho di 29 abitanti,
- Xabo/Kebare di 12 abitanti